# Claus Reinsberger
Claus Reinsberger (* 4. Oktober 1974 in Paderborn) ist ein deutscher Sportmediziner, Hochschullehrer und Basketballtrainer.

## Leben
Reinsberger ging in Paderborn zur Schule, besuchte bis 1985 die Marktschule und bestand am Gymnasium Theodorianum 1994 das Abitur. Er spielte als Jugendlicher Basketball bei den Paderborn Baskets sowie beim TV Salzkotten. Zwischen 1995 und 2002 studierte er Medizin an der Ruhr-Universität Bochum, von September 1998 bis September 1999 legte er an der National University of Ireland in Galway einen Auslandsaufenthalt ein. An der Ruhr-Universität Bochum erlangte er 2002 seinen Doktorgrad im Fach Medizin. An der Universität Paderborn schloss er 2005 bei Heinz Liesen seine Doktorarbeit im Fach Sportmedizin zum Thema „Einsatzmöglichkeiten von Messungen elektrodermaler Aktivität in der Sportmedizin am Beispiel Golf“ ab.
Von 2003 und 2005 war er erst am Schweizer Paraplegiker-Zentrum, dann am Schweizerischen Epilepsie-Zentrum in Zürich sowie von 2005 bis 2009 am Universitätsklinikum Würzburg tätig. Anschließend ging Reinsberger in die Vereinigten Staaten und war dort in der Abteilung für Neurologie des Krankenhauses Brigham and Women’s Hospital sowie von 2013 bis 2014 als Assistenzprofessor an der Harvard Medical School beschäftigt.
2014 trat an der Universität Paderborn eine Professorenstelle für Sportmedizin und die Leitung der Abteilung des Sportmedizinisches Instituts an. Somit wurde er als erster Neurologe Leiter eines sportmedizinischen Lehrstuhls in Deutschland. Zu seinen Forschungsschwerpunkten gehören das Kopfballspiel im Fußball und dessen mögliche gesundheitliche Auswirkungen, Schädel-Hirn-Verletzungen im Sport insgesamt, die Rolle von Sport in der Behandlung neurologischer Erkrankungen, besonders Epilepsie, sowie weitere neurophysiologische Bereiche von Leistung.
2016 wurde Reinsberger neben seiner wissenschaftlichen Tätigkeit Co-Trainer des Basketball-Zweitligisten Paderborn Baskets. Er ist des Weiteren Mitglied des Medizinausschusses des Deutschen Fußball-Bundes.